# Grosshorn
Das Grosshorn ⓘ ist ein Berg in den Berner Alpen in der Schweiz.

## Lage
Der 3754 m ü. M. hohe Gipfel befindet sich ca. 14 km südlich von Lauterbrunnen zwischen dem Lauterbrunnental im Norden und dem Lötschental im Süden. Über ihn läuft die Grenze zwischen den Kantonen Bern und Wallis sowie die europäische Hauptwasserscheide, das heisst der Norden entwässert über die Weisse Lütschine in das Flusssystem des Rheins zur Nordsee, während die Südseite von der Lonza drainiert wird, die über die Rhone in das Mittelmeer fliesst.
Etwa 2,5 km westlich des Grosshorns liegt das Breithorn, mit dem es mit dem Westgrat verbunden ist, der Nordostgrat führt zum 2 km entfernten, ebenfalls höheren Mittaghorn. Mit seiner imposanten, teilweise vergletscherten Nordwand erhebt sich das Grosshorn mehr als 2300 m über das Talende bei Trachsellauenen und ist Teil des Talschlusses, der vom Tschingelhorn im Westen bis zur Jungfrau im Nordosten reicht.
Südlich des Grosshorns liegt der Anungletscher, der zum Nährgebiet des Langgletschers gehört, und der kleinere Jegigletscher. Im Norden liegen mehrere kleinere, zum Teil namenlose Hanggletscher, von denen der grösste der Schmadrigletscher ist, der von den Hängen von Gross- und Mittaghorn östlich der Schmadrihütte vorbeifliesst und bis auf ca. 2200 m reicht.

## Routen
Das wenig bekannte Grosshorn wird als Hochtour von der Schmadrihütte (von Norden) oder der Anenhütte (von Süden) über den Südgrat bestiegen. Letzterer entspricht der Normalroute mit Schwierigkeitsgrad ZS. In der Nordwand befinden sich weitere, z. T. sehr schwierige Routen. Im Winter kann der Berg als Skitourenziel bestiegen werden (ZS).